# Videogiochi nel 2022

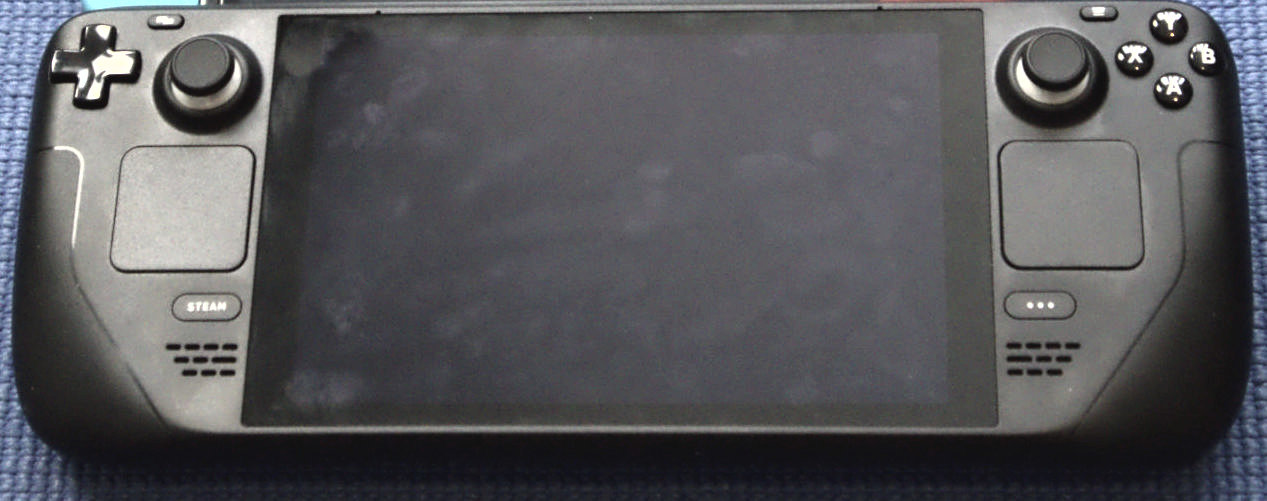
Steam Deck

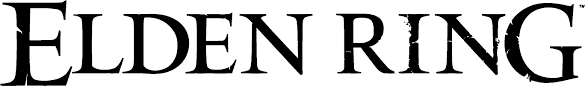
Logo del videogioco Elden Ring del 2022

Eventi rilevanti avvenuti nell'industria dei videogiochi nel 2022. 
Per un elenco delle voci su giochi usciti nell'anno vedi Categoria:Videogiochi del 2022.

## Eventi
- Wordle, semplice videogioco di parole divenuto virale, diventa di proprietà del The New York Times[1].
- A causa di una falla di sicurezza di Rockstar Games, vengono pubblicati in rete dei documenti (compresi di immagini e video) riguardanti Grand Theft Auto VI[senza fonte].
- Si chiude la collaborazione tra la FIFA e Electronic Arts con la pubblicazione di FIFA 23.
- Esce la console portatile Logitech G Cloud.
- Esce la console portatile Steam Deck.
- Esce la console portatile Playdate.

## Classifiche
- I 10 giochi più venduti secondo le statistiche di VGChartz sono, in ordine decrescente: Elden Ring, Splatoon 3, Horizon Forbidden West, Kirby e la terra perduta, Cuphead: The Delicious Last Course, Xenoblade Chronicles 3, Bayonetta 3, Gran Turismo 7, Stray, Atari 50: The Anniversary Celebration[2].

- I 10 giochi più apprezzati dalla critica secondo le statistiche di Metacritic sono, in ordine decrescente: Elden Ring, Portal Companion Collection, God of War Ragnarök, I Was a Teenage Exocolonist, Chained Echoes, The Stanley Parable Ultra Deluxe, Neon White, Xenoblade Chronicles 3, Atari 50: The Anniversary Celebration, Nier: Automata - The End of YoRHa Edition[3].